# Kling Manyang
Kling Manyang is een bestuurslaag in het regentschap Aceh Besar van de provincie Atjeh, Indonesië. Kling Manyang telt 518 inwoners (volkstelling 2010).